# Пітхораґарх (округ)
Пітхораґарх (гінді पिथौरागढ़, англ. Pithoragarh) — округ індійського штату Уттаракханд, частина регіону Кумаон.
Це найсхідніший округ штату, розташований в переважно Гімалаях; на півночі округу починається Тибетське плато. Для його рельефу характерні засніжені вершини, вузькі долини, численні водоспади на струмках, що стікають з льодовиків, альпійські луки та гірські ліси. Флора та фауна відрізняються високим біорізноманіттяям.
| Індія | Це незавершена стаття з географії Індії. Ви можете допомогти проєкту, виправивши або дописавши її. |